# Rain
"Rain" je peti singl američke pjevačice Madonne s njenog petog studijskog albuma Erotica. U Ujedinjenom Kraljevstvu singl je izdan 25. srpnja 1993., a u SAD-u 17. srpnja 1993. ujedno kao i posljednji singl s ovog albuma.

## O pjesmi
Pjesma je napravila veliki uspjeh u Sjedinjenim Državama kako na radio postajama, tako i na američkoj ljestvici. Na Billboard Hot 100 je dospjela na 14. poziciju što je izvrstan rezultat nakon 36. mjesta prošlog singla "Bad Girl". U Australiji je ovo bila velika uspješnica, dospješi na 5. mjesto i s ukupno provedenih preko 20 tjedana na ljestvici. U UK je pjesma dospjela na 7. mjesto ljestvice s prodanih 130.771 kopija. Na B-strani se nalazio Madonnin veliki hit iz 1986. "Open Your Heart". U Kanadi je singl postao Madonnin 10. broj 1 u toj državi.
Pjesma se našla na kompilaciji Madonninih balada Something to Remember Iako je ostala vrlo upamčena pjesma s albuma, nije našla svoje mjesto na kompilacijama najvećih hitova GHV2 i Celebration. 
Na turnejama ju je Madonna izvodila na The Girlie Show World Tour 1993., te 2008. na Sticky & Sweet Tour kao interludij zajedno s pjesmom "Here Comes The Rain Again" grupe Eurythmics.

## Glazbeni video
Za video je zaslužan Mark Romanek. Sniman je od 16. – 19. svibnja 1993. u hanaru zračne luke Santa Monica. Suprotno uvriježenom mišljenju, režiser nije koristio filter za boje. Video je snimljen u potpunosti u crno-bijelom i bio je ručno oslikan. Video je dobio dvije MTV-jeve nagrade.
Slante Magazine je smjestio video na 70. poziciju "100 najboljih glazbenih videa".

## Popis pjesama i formata
| - Američki singl (7-inčni / Kaseta / CD) 1. "Rain" (Radio Remix) 2. "Waiting" (Album Version) - Američki singl (12-inčni / Kaseta maxi / CD maxi) 1. "Rain" (Radio Remix) 2. "Waiting" (Remix) 3. "Up Down Suite" (Previously Unreleased) ("Goodbye To Innocence" Extended Dub) 4. "Rain" (Album Version) - Britanski singl (12-inčni / CD) 1. "Rain" (Radio Remix) 2. "Open Your Heart" (Album Version) 3. "Up Down Suite" (Previously Unreleased) | - EP 1. Rain (Radio Remix) 2. Waiting (Remix) 3. Up Down Suite 4. Rain (Album Version) 5. Bad Girl (Extended Mix) 6. Fever (Extended 12") 7. Fever (Shep's Remedy Club) 8. Fever (Murk Boys Miami Dub) 9. Fever (Oscar G's Dope Mix) 10. Rain (Video Edit) |

## Službene verzije
1. "Rain" (Album Version) - 5:25
2. "Rain" (Edit)
3. "Rain" (Radio Remix) - 4:33
4. "Rain" (Remix Edit) - 4:17
5. "Rain" (Instrumental Remix)
6. "Rain" (Video Version)

## Uspjeh na ljestvicama
| Ljestvica (1993.)                 | Pozicija |
| --------------------------------- | -------- |
| Australija                        | 5        |
| Austrija                          | 24       |
| Europa                            | 15       |
| Irska                             | 7        |
| Italija                           | 6        |
| Japan                             | 2        |
| Kanada                            | 1        |
| Nizozemska                        | 38       |
| Novi Zeland                       | 20       |
| Njemačka                          | 26       |
| Švedska                           | 16       |
| Švicarska                         | 11       |
| Ujedinjeno Kraljevstvo            | 7        |
| U.S. Billboard Hot 100            | 14       |
| U.S. Billboard Pop Songs          | 7        |
| U.S. Billboard Adult Contemporary | 7        |
| U.S. Billboard Hot 100 Airplay    | 11       |
| U.S. ARC Weekly Top 40            | 3        |